# Wasco (Califòrnia)
Wasco és una població dels Estats Units a l'estat de Califòrnia. Segons el cens del 2009 tenia 24.840 habitants.

## Demografia
Segons el cens del 2000, Wasco tenia 21.263 habitants, 3.971 habitatges, i 3.403 famílies. La densitat de població era de 1.078,8 habitants/km².
Dels 3.971 habitatges en un 55,1% hi vivien nens de menys de 18 anys, en un 62,3% hi vivien parelles casades, en un 16,8% dones solteres, i en un 14,3% no eren unitats familiars. En l'11,6% dels habitatges hi vivien persones soles el 5,7% de les quals corresponia a persones de 65 anys o més que vivien soles. El nombre mitjà de persones vivint en cada habitatge era de 3,79 i el nombre mitjà de persones que vivien en cada família era de 4,07.
Per edats la població es repartia de la següent manera: un 27,4% tenia menys de 18 anys, un 13,9% entre 18 i 24, un 39,4% entre 25 i 44, un 13,8% de 45 a 60 i un 5,4% 65 anys o més.
L'edat mediana era de 29 anys. Per cada 100 dones de 18 o més anys hi havia 230,6 homes.
La renda mediana per habitatge era de 28.997 $ i la renda mediana per família de 30.506 $. Els homes tenien una renda mediana de 48.105 $ mentre que les dones 18.697 $. La renda per capita de la població era de 14.228 $. Entorn del 24,3% de les famílies i el 27,5% de la població estaven per davall del llindar de pobresa.

## Poblacions més properes
El següent diagrama mostra les poblacions més properes.